# Черношапочная йора
Черношапочная йора (лат. Aegithina nigrolutea) — вид птиц монотипического семейства йоровых.
Вид распространён в субтропических и тропических дождевых лесах Южной Азии. Встречается в Индии и Шри-Ланке.
Длина тела 12—13 см, вес — 10—14 г. Голова, грудь, брюхо, бёдра — желтой окраски. Спина оливковая. Крылья чёрные с двумя белыми зеркалами на кроющих и маховых перьях. Хвост тоже чёрный с белым кончиком по центру.
Обитает в джунглях с густым подлеском. Держатся в одиночку или парами. В брачный период самцы территориальные. Свою территорию обозначают пением. Пищу ищут среди ветвей и листьев деревьев и кустарников. Питаются насекомыми и мелкими беспозвоночными.
Моногамный вид. Размножается в июне-июле. В строительстве гнезда, насиживании яиц и воспитании птенцов участвуют оба партнёра. Чашеобразное гнездо строится из травы среди ветвей деревьев. В кладке 2—4 яйца. Инкубационный период длится две недели. Птенцы становятся самостоятельными через полтора месяца.